# Nocturna (álbum)
Nocturna es el quinto álbum de estudio de la cantautora chilena Javiera Mena, lanzado en disco compacto y vinilo el 30 de septiembre de 2022 en España bajo el sello Sonido Muchacho. En Chile se editó a través de M&E y en México a través de La Roma Records.
Desde su lanzamiento, Nocturna ha sido promocionado en España, Chile, Argentina y México.

## Lista de canciones
Todas las canciones escritas y compuestas por Javiera Mena. 
| N.º   | Título                         | Duración |  |
| 1.    | «La Isla de Lesbos»            | 3:09     |  |
| 2.    | «Debilidad»                    | 3:02     |  |
| 3.    | «Peligrosa»                    | 3:00     |  |
| 4.    | «Sombra»                       | 3:05     |  |
| 5.    | «Diva» (con Chico Blanco)      | 3:26     |  |
| 6.    | «Dunas» (con Myriam Hernández) | 4:04     |  |
| 7.    | «Me Gustas Tú»                 | 2:29     |  |
| 8.    | «Eclipse Total»                | 2:37     |  |
| 9.    | «Corazón Astral»               | 3:15     |  |
| 10.   | «Sincronización»               | 4:28     |  |
| 11.   | «Culpa»                        | 3:21     |  |
| 36:01 |                                |          |  |

## Videoclips
- Debilidad (2021) - YouTube[2]
- Culpa (2021) - YouTube[3]
- Dunas (2021) - YouTube[4]
- La Isla de Lesbos (2022) - YouTube[5]
- Me gustas tú (2022) - YouTube[6]
- Peligrosa (2023) - YouTube

## Créditos

### Compositores y letristas
- La Isla De Lesbos: Héctor Mena, Javiera Mena, Pepe Portilla
- Debilidad: Gianluca Abarza, Javiera Mena, Pablo Stipicic
- Peligrosa: Javiera Mena, Pablo Stipicic
- Sombra: Javiera Mena, Leticia Salas
- Diva: Javiera Mena, Pablo Cobo, Pablo Stipicic
- Dunas: Javiera Mena, María Talaverano, Pablo Stipicic
- Me Gustas Tú: Javiera Mena, Luis Sansó Gil, Toni Díaz García
- Eclipse Total: Javiera Mena, María Talaverano
- Corazón Astral: Javiera Mena, Pablo Stipicic
- Sincronización: Javiera Mena
- Culpa: Javiera Mena

### Producción general
- Producción: Javiera Mena y Pablo Stipicic
- Masterización: Kevin Peterson
- Mezclas: Geoff Swan (pistas: 9), Pablo Stipicic (pistas: 1 to 8, 10, 11)
- Sintetizadores y voces: Javiera Mena
- Sintetizadores, bajo, guitarra y coros: Pablo Stipicic
- Fotografía: Jesús Leonardo
- Diseño: Alejandro Ros